# اوزون‌بابالی
اوزون‌بابالی (به ترکی آذربایجانی: Uzunbabalı) یک منطقهٔ مسکونی در جمهوری آذربایجان است که در شهرستان نفت‌چاله و در دهیاری میرزاقربانلی واقع شده‌است.